# テキサス州知事
テキサス州知事は、アメリカ合衆国テキサス州の元首、政府の長、最高責任者である。知事は州政府の立法府と行政機関を指揮し、テキサス州軍の最高指揮官を務める。知事はテキサス州議会が可決した法案を承認または拒否する権限を持っている。また知事は弾劾と反逆罪を除く刑事事件においてテキサス恩赦仮釈放委員会の推薦に基づいて恩赦を与える権限を持っている。
現職は2015年に就任した共和党のグレッグ・アボットである。

## 資格
テキサス州知事に立候補するには以下の資格を満たさなければならない:
- 満30歳以上であること
- 選挙直前に5年以上のテキサス州居住歴があること

## 歴史
1845年に採択されたテキサス州憲法では知事の任期は2年で、6年間で4年を超えないように定められた（2期を超える任期の制限）。1861年の分離時の憲法では選挙後の11月第1月曜日を任期開始日に定めた。南北戦争直後に採択された1866年憲法では任期は4年に伸ばされ、12年間で8年までと定められ、就任日は立法府組織後の最初の木曜日または「その後、可能な限り早急に」に変更された。1869年のリコンストラクション期の憲法改正によって任期数の上限は撤廃され、テキサス州は現在まで任期数上限のない14州の1つとなった。1876年の改憲で任期は2年に縮められたが、1972年の改憲で再び4年に延びた。
テキサス州知事選挙は4年に一度、11月の第1月曜日の直後の火曜日に開催される。知事は1月の第3火曜日に副知事と共に就任宣誓を行う。
任期の上限が定められていないものの、19世紀および20世紀のテキサス州知事で最長政権はビル・クレメンツの8年（4年任期を非連続で2回）、次いでアラン・シヴァースの連続7年半（途中昇格後に2年任期を連続3回）である。2000年から2015年までのリック・ペリーはこれらの記録を更新し、4年任期を3回連続で務めた初のテキサス州知事となった。ペリーは2010年11月2日の州知事選で勝利したことでシルヴァース、プライス・ダニエル、ジョン・コナリーと並んで3度選出されたテキサス州知事となった（シルヴァース、ダニエル、コナリーの任期は各2年）。知事が任期途中で空席となった場合は副知事が昇格する。

## 大統領選挙戦
- 党の指名を勝ち取り、アメリカ合衆国大統領に選出されたテキサス州知事経験者:
  - 2000年と2004年のジョージ・W・ブッシュ (共和党)
- 党の指名獲得に失敗したテキサス州知事経験者:
  - 1980年のジョン・コナリー (共和党、知事時代は民主党)
  - 2012年と2016年のリック・ペリー (共和党)